# Gabriel Chaparro
Gabriel Chaparro Almada, más conocido como Gabriel Chaparro, (Montevideo, 20 de febrero de 1995) es un jugador de balonmano uruguayo que juega de pívot en el Club Balonmano Cangas de la Liga Asobal. Es internacional con la selección de balonmano de Uruguay.
Chaparro formó parte de la selección uruguaya en el Campeonato Mundial de Balonmano Masculino de 2021, en el que su selección participaba por primera vez.
Durante la temporada 2018-19 se estrenó en la Liga Asobal, tras su fichaje por el Ángel Ximénez Puente Genil.

## Clubes
| Club                       | País      | Año         |
| -------------------------- | --------- | ----------- |
| Handebol Santa María       | Brasil    | 2015        |
| Luján Handball             | Argentina | 2016        |
| Handebol Londrina          | Brasil    | 2016 - 2017 |
| São Caetano Handebol       | Brasil    | 2018        |
| Ángel Ximénez Puente Genil | España    | 2018 - 2019 |
| Atlético Novás             | España    | 2019 - 2022 |
| Club Balonmano Cangas      | España    | 2022 -      |

## Palmarés

### Selección nacional

#### Campeonato Centro y Sudamericano
- Medalla de bronce en el Campeonato Sudamericano y Centroamericano de Balonmano Masculino de 2020[6]

#### Juegos Suramericanos
- Medalla de bronce en los Juegos Suramericanos de 2022